# Fabiana Dadone
Fabiana Dadone (ur. 12 lutego 1984 w Cuneo) – włoska polityk i prawniczka, działaczka Ruchu Pięciu Gwiazd, posłanka do Izby Deputowanych, w latach 2019–2022 minister.

## Życiorys
Ukończyła studia prawnicze na Uniwersytecie Turyńskim, po których praktykowała jako prawniczka w prywatnej kancelarii. W 2010 dołączyła do Ruchu Pięciu Gwiazd w prowincji Cuneo. W wyborach w 2013 po raz pierwszy uzyskała mandat posłanki do Izby Deputowanych, pełniła m.in. funkcję wiceprzewodniczącej frakcji poselskiej swojej partii. W 2018 z powodzeniem ubiegała się o parlamentarną reelekcję.
We wrześniu 2019 objęła stanowisko ministra do spraw administracji publicznej w nowo powołanym drugim rządzie Giuseppe Contego. W lutym 2021 w gabinecie Maria Draghiego przeszła na stanowisko ministra do spraw młodzieży. Zakończyła urzędowanie w październiku 2022.